# Центральная пригородная пассажирская компания
Акционерное общество «Центральная пригородная пассажирская компания» (АО «Центральная ППК», сокращённо «ЦППК») — пригородная пассажирская компания, обслуживающая пассажиров на всех направлениях Московской железной дороги. Крупнейший из 22 существующих в России пригородных железнодорожных перевозчиков.

## Деятельность компании
ОАО «Центральная ППК» было создано 1 декабря 2005 года. Выполнять перевозки компания начала с 1 января 2006 года. В мае 2018 года организационная форма ОАО изменена на АО.
Доля АО «Центральная ППК» в пригородных пассажирских перевозках в Мосузле составляла на март 2019 года 91,4 %, а её доля в целом по России — 63,7 %.
Ежедневно компания отправляет 1,6 миллиона пассажиров. Согласно годовому отчёту за 2019 год: выручка 47,59 млрд руб., чистая прибыль 54,9 млн рублей.
Компания осуществляет пригородное сообщение по территории одиннадцати субъектов Российской Федерации — города Москвы, Московской, Курской, Владимирской, Рязанской, Тульской, Тверской, Калужской, Смоленской, Брянской и Орловской областей. Также ЦППК осуществляет перевозки между Россией и Беларусью по маршрутам "Смоленск - Осиновка" и "Смоленск - Заольша" (с 1 августа 2024 года) 
Помимо Центральной ППК на Московском железнодорожном узле работают другие перевозчики — Московско-Тверская пригородная пассажирская компания и Аэроэкспресс.
С января 2011 года компания обслуживает пассажиров на всём полигоне деятельности Московской железной дороги (в том числе по регионам). По состоянию на 2012 год долг областных бюджетов перед ЦППК составлял 1,2 млрд рублей.
В 2015 году компания объявила о планах заняться автобусными перевозками. В 2016 году АО «Группа Автолайн» вошла в состав ЦППК.
Каждый день ЦППК отправляет 1,6 млн пассажиров. В 2020 году компания перевезла 448 млн пассажиров, что на 134 млн меньше, чем в 2019 году.
По состоянию на 2023 год в компании работают более 9 тысяч сотрудников.
ЦППК участвует в обучении сотрудников для МЦД. В рамках подготовки персонала для МЦД-3 и МЦД-4 было обучено более полутора тысяч человек — специалистов локомотивных бригад и билетных кассиров.

## Акционеры
Учредителями изначально выступили ОАО «РЖД», а также субъекты Российской Федерации Москва и Московская область, при этом акции были распределены следующим образом: ОАО «РЖД» — 50 % минус 2 акции; Москва — 25 % плюс 1 акция; Московская область — 25 % плюс 1 акция. Первым гендиректором компании был Игорь Августович Иванов (2005—2007), ныне гендиректор ОАО «Московско-Тверская ППК».
В сентябре 2011 года Правительство Москвы продало свой пакет акций в пользу ООО «Московская пассажирская компания» (далее ООО «МПК»), аффилированного с президентом УГМК Искандером Махмудовым и председателем совета директоров «Трансмашхолдинга» Андреем Бокаревым.
31 января 2013 года ОАО «РЖД» продало ООО «МПК» 25 % минус 1 акция за 780 млн руб. По данным СПАРК, все перевозчики Московского железнодорожного узла через ряд промежуточных компаний, в том числе ООО «МПК», имеют общую группу частных акционеров. После совершённых сделок в руках частных акционеров оказалось сконцентрировано 50 % акций ОАО «Центральная ППК», у ОАО «РЖД» и правительства Московской области осталось по 25 %.
9 ноября 2017 года ОАО «РЖД» продало ООО «Маршрутные системы» свой оставшийся пакет акций ОАО ЦППК (в размере 25 %+1 акция). Таким образом, с 9 ноября 2017 года ОАО «РЖД» никак не контролирует ЦППК.
28 декабря 2017 РАД по поручению казны Московской области реализовал пакет акций 12,665 % ОАО «Центральная пригородная пассажирская компания». Покупателем выступила туристическая компания «Октопасс», работающая под брендом Travel Card. В результате реализации этого пакета АО «Центральная пригородная пассажирская компания» стала полностью частной компанией.

## Подвижной состав
По состоянию на 2020 год ЦППК эксплуатирует более 500 единиц подвижного состава, из них более 200 собственных поездов.
С 2013 по 2017 год компания вложила в приобретение нового подвижного состава 17,5 млрд рублей инвестиций.

### Собственный парк

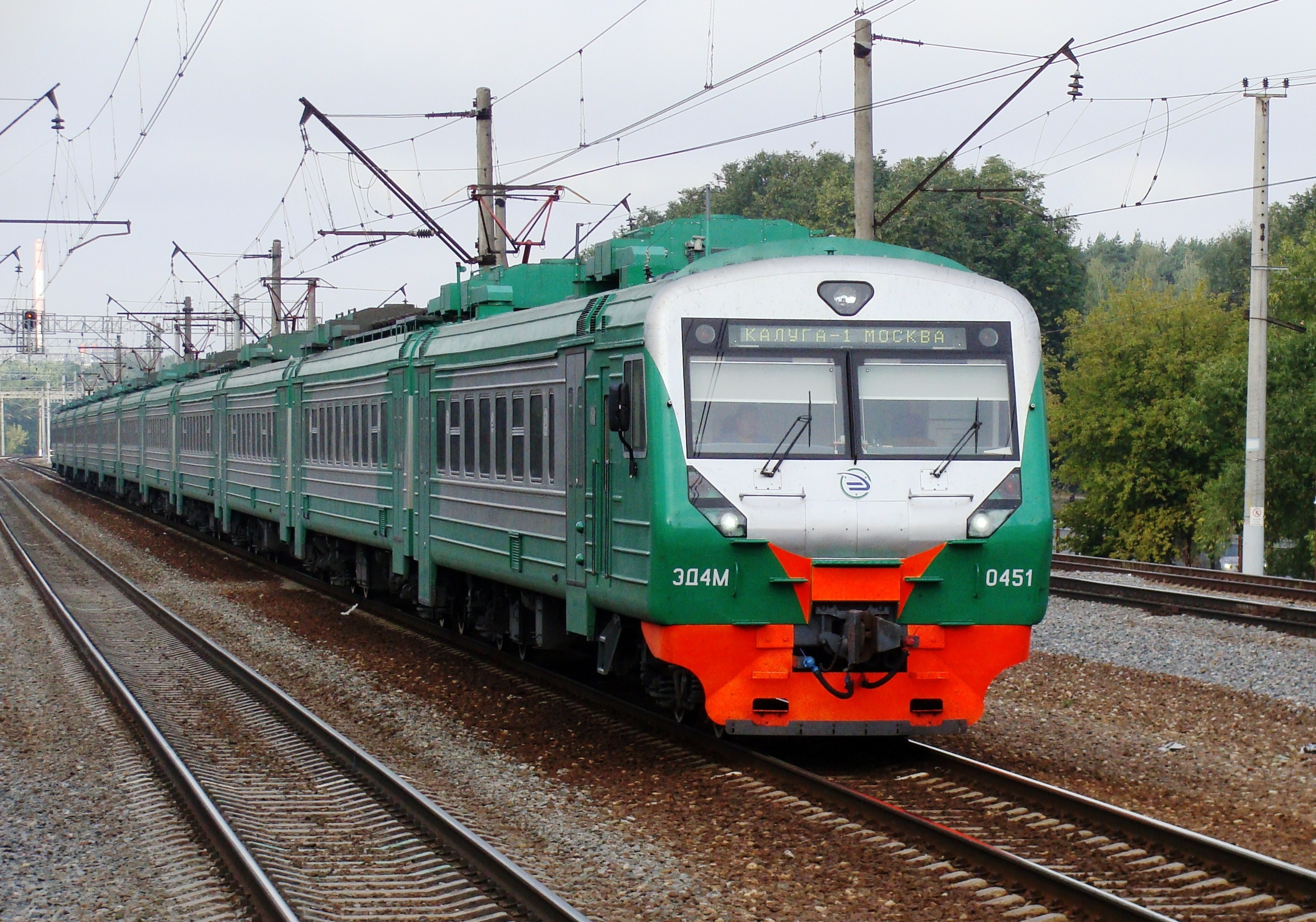
ЭД4М-0451 в фирменном окрасе ЦППК

В 2013 году компания подписала договор на производство 4 составов ЭД4М (0444-0447) для работы на экспресс-маршрутах в Калугу и Рязань. Составы отличаются по компоновке пассажирских салонов от составов, арендуемых у РЖД; так, в каждом вагоне установлены двери комбинированного типа (в одном торце — для выхода только на высокие платформы, в другом — на высокие и низкие платформы), в каждом вагоне имеется туалет. В декабре 2013 года запущен в эксплуатацию первый собственный электропоезд ЭД4М, осуществляющий перевозки по маршруту Москва — Рязань.
29 мая 2014 года на маршрутах Москва — Железнодорожный и Москва — Балашиха запущен в эксплуатацию состав ЭД4М 500-й серии.
С 23 июля 2015 года на экспрессном маршруте Москва — Александров ОАО «Центральная ППК» заменила арендованный подвижной состав только что полученным с завода электропоездом ЭД4М-0482. 2 сентября состоялся запуск электропоезда ЭД4М-0483 по экспрессному маршруту Москва — Пушкино. В дальнейшем, электропоезд ЭД4М-0482 также был передан на маршрут Москва-Пушкино.
В сентябре 2016 года компания решила приобрести два пятивагонных поезда ЭГ2Тв, первоначально предназначавшихся для Московского центрального кольца для обслуживания Киевского направления МЖД. Поезда запущены на маршруте Москва-Киевская — Новопеределкино летом 2016 года. Также есть «новая версия» ЭП2Д: ЭП2ДМ. Он ходит по маршруту МЦД-4 Апрелевка — Железнодорожный.

## Финансовые результаты

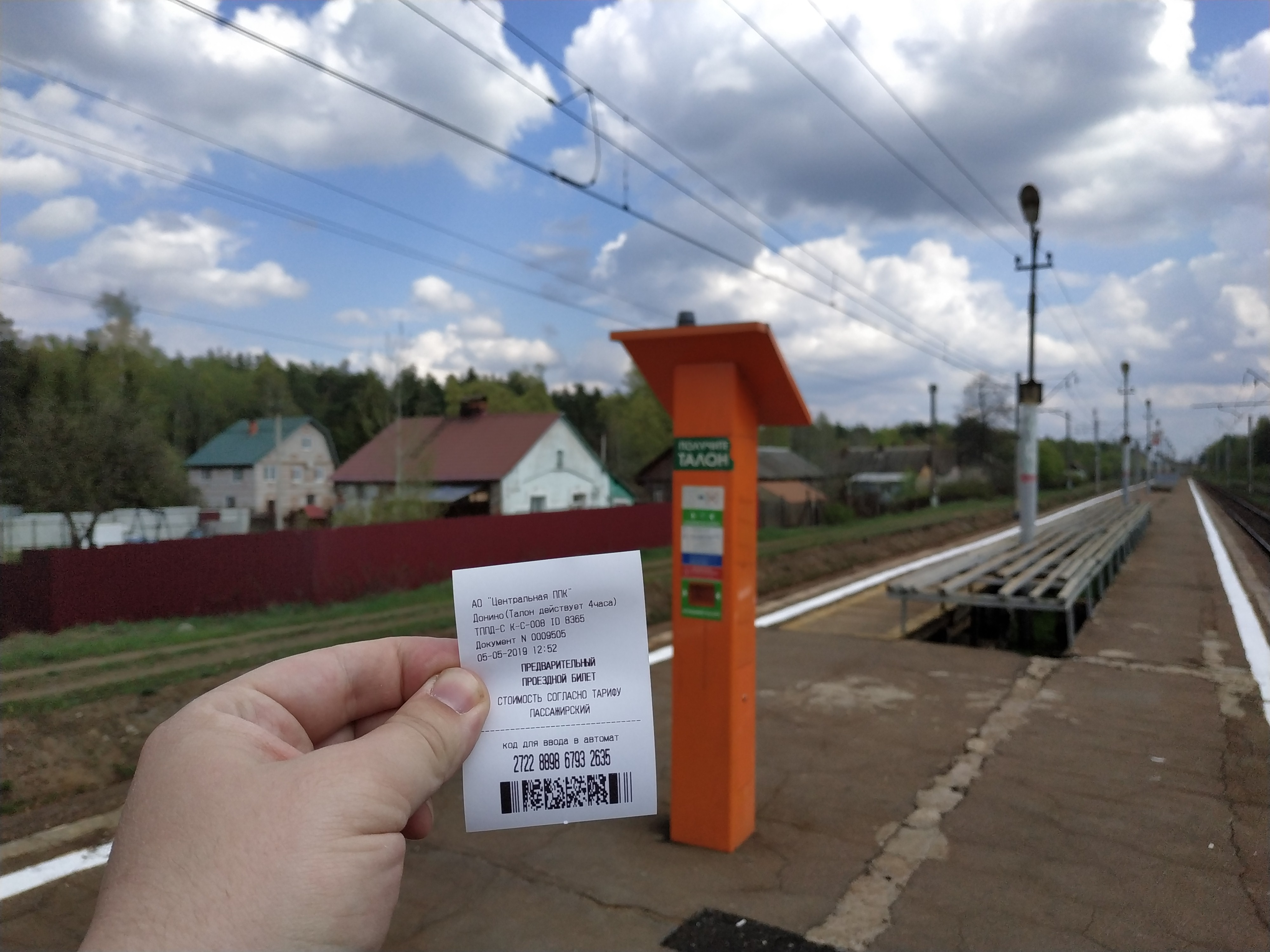
Предварительный билет, выдаваемый автоматами на платформах без касс

Операционная прибыльность компании критически зависит от тарифа за проезд пассажирских пригородных поездов по путям общего пользования: сейчас ЦППК (как и остальные ППК) пользуется скидкой 99 % от базового тарифа (выпадающая разница компенсируется РЖД из федерального бюджета). В июле 2016 действие льготы было продлено Правительством РФ до 2030 года.

## Критика
В железнодорожной печати критиковалась грубость и невнимательность контролёров ОАО «ЦППК» и сопровождающих их охранников во взаимоотношениях с пассажирами, перенаселённость пригородных электропоездов в часы пик, работа билетных касс, большие интервалы в движении электропоездов. В марте 2016 года произошёл скандальный случай нападения контролёров ЦППК вместе с охранниками на снимавшего их в электропоезде пассажира: контролёры и охранники начали неправомерно хватать его и вырвали из его рук планшет, а при его попытке вернуть имущество избили; впоследствии напавшие контролёры были уволены и в отношении них и охранников возбудили уголовное дело.
Критиковалась также чрезмерно многочисленная «армия контролёров и их охранников» ЦППК в пригородных поездах, что резко контрастирует с полным отсутствием контролёров в электропоездах Московского центрального кольца, где перевозчиком является ДОСС РЖД. Грубость контролёров ЦППК объяснялась их низкой зарплатой (9-10 тыс. рублей), сдельной формой оплаты труда и вытекающей из этого необходимостью обилетить и взыскать за услуги с максимального числа пассажиров.
В июле 2017 года начальник Московской железной дороги Владимир Молдавер подверг критике компании-перевозчики ОАО «ЦППК» и ООО «Аэроэкспресс» за отказ от применения в их электропоездах рекуперативного торможения. Все расходы за использование электроэнергии частными компаниями-перевозчиками ложатся на ОАО «РЖД», а самим частным компаниям на уровне Правительства России установлены значительные финансовые преференции, включая льготную 1-процентную ставку за использование инфраструктуры РЖД. Отказ от применения рекуперативного торможения приводит к увеличенному сверх меры расходу электроэнергии на тягу поездов, вызывает существенные финансовые потери бюджета ОАО «РЖД». Представитель ЦППК не смог дать объяснение на технико-технологическом совете железной дороги, сославшись на некомпетентность.
Летом 2017 года ЦППК потерпела ущерб от группы хакеров, причинивших ущерб на сумму 2 миллиона рублей. С помощью разработанной вредоносной программы хакеры получили доступ к локальной сети ЦППК, включая ключи шифрования, и скопировали информацию, а похищенные данные использовали для самовольного пополнения баланса проездных билетов, которые затем продавались пассажирам и использовались самостоятельно.
В ноябре 2017 года ЦППК обновила программное обеспечение по продаже проездных документов, а также программное обеспечение турникетов, в результате чего многие пассажиры столкнулось с трудностями при проходе через турникеты с абонементами «Большая Москва» и социальными билетами, никаких официальных и публичных комментариев ЦППК не давала.